# فانغثنغودي
فانغثنغودي (بالإنجليزية: Vangathangudi)‏ هي منطقة سكنية تقع في الهند في تامل نادو.